# Jonathan Bertrand (cyclisme)
Jonathan Bertrand est un coureur cycliste belge, né le 3 mars 1988 à Ottignies-Louvain-la-Neuve.

## Biographie
Jonathan Bertrand intègre la formation Unibet.com Continental en 2007 à l'âge de 19 ans. À la suite de l'arrêt de cette équipe en fin de saison, il rejoint l'équipe continentale Bodysol-Euromillions-Pôle Continental Wallon pour la saison 2008. Son meilleur résultat cette année-là est une douzième place lors du Grand Prix Pino Cerami. En 2009, il devient professionnel en s'engageant avec Gérard Bulens et la Landbouwkrediet-Colnago pour deux saisons. Il honore son contrat avec un rôle d'équipier qui fait qu'on le voit peu à l'avant des courses mais qui lui permet de participer à des épreuves telles que la Flèche wallonne. En 2011, Jonathan Bertrand décide de rejoindre la nouvelle équipe belge Wallonie Bruxelles-Crédit agricole.